# U-18-Fußball-Europameisterschaft 1981
Die 1. U-18-Fußball-Europameisterschaft wurde in der Zeit vom 25. Mai bis 3. Juni 1981 in der Bundesrepublik Deutschland ausgetragen. Während die deutsche Mannschaft durch einen 1:0-Sieg über Polen Europameister wurde, schied Österreich in der Vorrunde aus, die Schweiz konnte sich ebenso wie die DDR für die Endrunde nicht qualifizieren. Die deutsche Mannschaft konnte im Oktober 1981 auch erstmals den WM-Titel gewinnen.

## Modus
Die 16 qualifizierten Mannschaften wurden auf vier Gruppen zu je vier Mannschaften aufgeteilt. Innerhalb der Gruppen spielte jede Mannschaft einmal gegen jede andere. Die Gruppensieger erreichten das Halbfinale. Die Sieger der Halbfinals bestritten das Finale, die Verlierer spielten um Platz drei.

## Teilnehmer
Am Turnier nahmen folgende Mannschaften teil:
| Gruppe A                    | Gruppe B         | Gruppe C   | Gruppe D   |
| --------------------------- | ---------------- | ---------- | ---------- |
| Belgien                     | Polen            | Bulgarien  | England    |
| BR Deutschland (Ausrichter) | Rumänien         | Dänemark   | Österreich |
| Griechenland                | Schweden         | Frankreich | Schottland |
| Wales                       | Tschechoslowakei | Italien    | Spanien    |

### Mannschaften aus dem deutschsprachigen Raum

#### DFB-Auswahl
| Spieler           | Verein                 | Einsätze | Tore |
| ----------------- | ---------------------- | -------- | ---- |
| Rüdiger Vollborn  | Blau-Weiß 90 Berlin    | 4        | –    |
| Ulf Quaisser      | SV Waldhof Mannheim    | 4        | –    |
| Klaus Theiss      | TuS Ergenzingen        | 5        | 2    |
| Ingo Aulbach      | Viktoria Aschaffenburg | 4        | –    |
| Anton Schmidkunz  | TSV 1860 München       | 5        | -    |
| Ralf Falkenmayer  | Eintracht Frankfurt    | 5        | 2    |
| Thomas Brunner    | 1. FC Nürnberg         | 5        | –    |
| Michael Zorc      | Borussia Dortmund      | 3        | -    |
| Thomas Herbst     | Hertha Zehlendorf      | 5        | 2    |
| Ralf Loose        | Borussia Dortmund      | 5        | 2    |
| Roland Wohlfarth  | MSV Duisburg           | 5        | 1    |
| Rainer Wilk       | Arminia Bielefeld      | 1        | –    |
| Holger Anthes     | FSV Frankfurt          | 4        | 2    |
| Joachim Goldstein | FC Augsburg            | 3        | –    |
| Herbert Waas      | TSV 1860 München       | 2        | –    |
| Leo Bunk          | TSV 1860 München       | 2        | –    |

- Trainer: Dietrich Weise

## Austragungsorte
Alle Spiele der Europameisterschaft fanden in unterschiedlichen Städten in Nordrhein-Westfalen statt. Diese waren:
Aachen, Arnsberg, Bielefeld, Bochum, Bonn, Dortmund, Duisburg, Düren, Düsseldorf, Emmerich, Erkenschwick, Essen, Gelsenkirchen, Grevenbroich, Gütersloh, Hagen, Hamm, Herford, Köln, Krefeld, Leverkusen, Lüdenscheid, Mönchengladbach, Münster, Oberhausen, Remscheid, Rheine und Siegen.

## Vorrunde

### Gruppe A
| Pl. | Land           | Sp. | S | U | N | Tore    | Diff. | Punkte |
| --- | -------------- | --- | - | - | - | ------- | ----- | ------ |
| 1.  | BR Deutschland | 3   | 3 | 0 | 0 | 009:200 | +7    | 06:0   |
| 2.  | Wales          | 3   | 2 | 0 | 1 | 004:500 | −1    | 04:20  |
| 3.  | Belgien        | 3   | 1 | 0 | 2 | 004:600 | −2    | 02:40  |
| 4.  | Griechenland   | 3   | 0 | 0 | 3 | 000:400 | −4    | 0:60   |

|                               |   |              |     |
| 25. Mai 1981 in Gelsenkirchen |   |              |     |
| BR Deutschland                | – | Wales        | 5:0 |
| 25. Mai 1981 in Gütersloh     |   |              |     |
| Belgien                       | – | Griechenland | 2:0 |
| 27. Mai 1981 in Dortmund      |   |              |     |
| BR Deutschland                | – | Belgien      | 3:2 |
| 27. Mai 1981 in Herford       |   |              |     |
| Griechenland                  | – | Wales        | 0:1 |
| 29. Mai 1981 in Bielefeld     |   |              |     |
| BR Deutschland                | – | Griechenland | 1:0 |
| 29. Mai 1981 in Rheine        |   |              |     |
| Belgien                       | – | Wales        | 0:3 |

### Gruppe B
| Pl. | Land             | Sp. | S | U | N | Tore    | Diff. | Punkte |
| --- | ---------------- | --- | - | - | - | ------- | ----- | ------ |
| 1.  | Polen            | 3   | 2 | 1 | 0 | 007:300 | +4    | 05:10  |
| 2.  | Schweden         | 3   | 1 | 1 | 1 | 003:300 | ±0    | 03:30  |
| 3.  | Rumänien         | 3   | 1 | 1 | 1 | 005:600 | −1    | 03:30  |
| 4.  | Tschechoslowakei | 3   | 0 | 1 | 2 | 004:700 | −3    | 01:50  |

|                              |   |                  |     |
| 25. Mai 1981 in Hagen        |   |                  |     |
| Polen                        | – | Schweden         | 1:1 |
| 25. Mai 1981 in Hamm         |   |                  |     |
| Rumänien                     | – | Tschechoslowakei | 3:2 |
| 27. Mai 1981 in Essen        |   |                  |     |
| Polen                        | – | Rumänien         | 3:1 |
| 27. Mai 1981 in Oberhausen   |   |                  |     |
| Schweden                     | – | Tschechoslowakei | 1:1 |
| 29. Mai 1981 in Erkenschwick |   |                  |     |
| Polen                        | – | Tschechoslowakei | 3:1 |
| 29. Mai 1981 in Remscheid    |   |                  |     |
| Schweden                     | – | Rumänien         | 1:1 |

### Gruppe C
| Pl. | Land       | Sp. | S | U | N | Tore    | Diff. | Punkte |
| --- | ---------- | --- | - | - | - | ------- | ----- | ------ |
| 1.  | Frankreich | 3   | 2 | 1 | 0 | 007:300 | +4    | 05:10  |
| 2.  | Dänemark   | 3   | 1 | 1 | 1 | 005:500 | ±0    | 03:30  |
| 3.  | Italien    | 3   | 1 | 1 | 1 | 002:200 | ±0    | 03:30  |
| 4.  | Bulgarien  | 3   | 0 | 1 | 2 | 002:600 | −4    | 01:50  |

|                                 |   |            |     |
| 25. Mai 1981 in Münster         |   |            |     |
| Italien                         | – | Frankreich | 0:0 |
| 25. Mai 1981 in Arnsberg        |   |            |     |
| Bulgarien                       | – | Dänemark   | 2:2 |
| 27. Mai 1981 in Krefeld         |   |            |     |
| Italien                         | – | Bulgarien  | 1:0 |
| 27. Mai 1981 in Mönchengladbach |   |            |     |
| Frankreich                      | – | Dänemark   | 2:1 |
| 29. Mai 1981 in Emmerich        |   |            |     |
| Italien                         | – | Dänemark   | 1:2 |
| 29. Mai 1981 in Grevenbroich    |   |            |     |
| Frankreich                      | – | Bulgarien  | 3:0 |

### Gruppe D
| Pl. | Land       | Sp. | S | U | N | Tore    | Diff. | Punkte |
| --- | ---------- | --- | - | - | - | ------- | ----- | ------ |
| 1.  | Spanien    | 3   | 2 | 1 | 0 | 006:200 | +4    | 05:10  |
| 2.  | Schottland | 3   | 2 | 1 | 0 | 003:100 | +2    | 05:10  |
| 3.  | England    | 3   | 1 | 0 | 2 | 008:300 | +5    | 02:40  |
| 4.  | Österreich | 3   | 0 | 0 | 3 | 000:110 | −11   | 0:60   |

|                             |   |            |     |
| 25. Mai 1981 in Lüdenscheid |   |            |     |
| Österreich                  | – | Schottland | 0:1 |
| 25. Mai 1981 in Siegen      |   |            |     |
| Spanien                     | – | England    | 2:1 |
| 27. Mai 1981 in Leverkusen  |   |            |     |
| Österreich                  | – | Spanien    | 0:3 |
| 27. Mai 1981 in Aachen      |   |            |     |
| Schottland                  | – | England    | 1:0 |
| 29. Mai 1981 in Bonn        |   |            |     |
| Österreich                  | – | England    | 0:7 |
| 29. Mai 1981 in Düren       |   |            |     |
| Schottland                  | – | Spanien    | 1:1 |

## Finalrunde

### Halbfinale
|                        |   |            |                      |
| 1. Juni 1981 in Köln   |   |            |                      |
| BR Deutschland         | – | Frankreich | 1:1 n. V., 4:3 i. E. |
| 1. Juni 1981 in Bochum |   |            |                      |
| Polen                  | – | Spanien    | 0:0 n. V., 6:5 i. E. |

### Spiel um Platz drei
|                          |   |         |                      |
| 2. Juni 1981 in Duisburg |   |         |                      |
| Frankreich               | – | Spanien | 1:1 n. V., 2:0 i. E. |

### Finale
| BR Deutschland                                      | BR Deutschland | Polen | Polen |
| --------------------------------------------------- | --- | --- | ----- |
| BR Deutschland                                      | \| Finale \| \| Mittwoch, 3. Juni 1981 in Düsseldorf (Rheinstadion) \| \| Ergebnis: 1:0 (0:0) \| \| Zuschauer: 56.000 \| \| Schiedsrichter: Adolf Mathias Österreich \|                                                            | \| Finale \| \| Mittwoch, 3. Juni 1981 in Düsseldorf (Rheinstadion) \| \| Ergebnis: 1:0 (0:0) \| \| Zuschauer: 56.000 \| \| Schiedsrichter: Adolf Mathias Österreich \|                                                                                            | Polen |
| BR Deutschland                                      | Rüdiger Vollborn – Klaus Theiss – Ulf Quaisser (68. Joachim Goldstein), Anton Schmidkunz, Ralf Falkenmayer – Ingo Aulbach, Thomas Brunner, Ralf Loose – Holger Anthes, Thomas Herbst, Roland Wohlfarth Cheftrainer: Dietrich Weise | Józef Wandzik – Kazimierz Sokołowski – Modest Boguszewski, Piotr Nazimek, Dariusz Wdowczyk – Henryk Majer, Janusz Stelmach (74. Krzysztof Walczak), Robert Majewski (62. Brela) – Andrzej Łatka, Dariusz Dziekanowski , Robert Grzanka Cheftrainer: Henryk Apostel | Polen |
| BR Deutschland                                      | 1:0 Holger Anthes (54.) | | Polen |
| BR Deutschland                                      | Sokolowski | | Polen |
| Finale                                              | | |       |
| Mittwoch, 3. Juni 1981 in Düsseldorf (Rheinstadion) | | |       |
| Ergebnis: 1:0 (0:0)                                 | | |       |
| Zuschauer: 56.000                                   | | |       |
| Schiedsrichter: Adolf Mathias Österreich            | | |       |